# بایویو (کارولینای شمالی)
بایویو (به انگلیسی: Bayview) شهری در ایالت کارولینای شمالی کشور ایالات متحده آمریکا است که جمعیت آن در سرشماری سال ۲۰۱۰ میلادی، ۳۴۶ نفر بوده‌است.